# Olfersia sordida
Olfersia sordida är en tvåvingeart som beskrevs av Jacques-Marie-Frangile Bigot 1885. Olfersia sordida ingår i släktet Olfersia och familjen lusflugor. Inga underarter finns listade i Catalogue of Life.